# Compañía Editora William B. Eerdmans
Wm. B. Eerdmans Publishing Company (en inglés), es una casa editora religiosa establecida en Grand Rapids, Míchigan.

## Historia
Fundada en 1911 por el holandés estadounidense William B. Eerdmans (4 de noviembre de 1882 - abril de 1966) y todavía de propiedad independiente con la nuera de William, Anita Eerdmans como presidenta, la editorial Eerdmans ha sido conocida durante mucho tiempo por la publicación de una amplia gama de libros cristianos y religiosos, desde obras académicas en teología cristiana, estudios bíblicos, historia religiosa, y referencias a títulos populares en crítica cultural, espiritualidad, social y literatura.
En 1911 con su socio Brant Sevensma, Eerdmans formó el concesionario de libros Eerdmans-Sevensma, que se especializó en libros de texto teológicos. 
En 1915, Sevensma se fue y Eerdmans continuó como único propietario de la renombrada William B. Eerdmans Publishing Company.
A lo largo de su carrera, Eerdmans publicó libros de autores como C. S. Lewis, Karl Barth, Richard J. Neuhaus, Nicholas Wolterstorff, Richard Mouw, Martin Marty, Rowan Williams, Joan Chittister, Dorothy Day y Mark Noll, entre otros.
Después de su muerte en 1966, fue sucedido por su hijo William B. Eerdmans Jr. hasta su muerte en 2020.

### Otras marcas
Eerdmans Books for Young Readers (Libros de Eerdmans para Lectores Jóvenes) comenzó en 1995 como una marca de la Wm. B. Eerdmans Publishing Company, especializada en la ficción de calidad y no ficción para lectores más jóvenes, desde bebés hasta adultos jóvenes.